# Euproctis baliolalis
 (février 2020).
Si vous disposez d'ouvrages ou d'articles de référence ou si vous connaissez des sites web de qualité traitant du thème abordé ici, merci de compléter l'article en donnant les références utiles à sa vérifiabilité et en les liant à la section « Notes et références ».
Espèce
Synonymes
- Urocoma baliolalis Swinhoe, 1892

Euproctis baliolalis est une espèce de lépidoptères (papillons) de la famille des Erebidae et de la sous-famille des Lymantriinae. Elle est originaire du quart sud-est de l'Australie.
La chenille, longue de 4 cm, se nourrit de feuilles d'eucalyptus. Elle peut être urticante.
L'imago a une envergure de 5 cm.